# Fikfak
Fikfak je priimek v Sloveniji, ki ga je po podatkih Statističnega urada Republike Slovenije na dan 1. januarja 2010 uporabljalo 68 oseb in je med vsemi priimki po pogostosti uporabe uvrščen na 5.991. mesto.

## Znani nosilci priimka
- Alenka Fikfak, arhitektka, prof. FA
- Jurij Fikfak (*1954), etnolog, slovenist, urednik jn prevajalec
- Metoda Dodič Fikfak (*1955), javno-zdravstvena strokovnjakinja
- Nataša Fikfak, zdravnica hematologinja
- Veronika Fikfak, pravnica, izr. profesorica prava na Univerzi v Kopenhagnu